# Jurjevîci, Olevsk
Jurjevîci (în ucraineană Журжевичі) este localitatea de reședință a comunei Jurjevîci din raionul Olevsk, regiunea Jîtomîr, Ucraina.

## Demografie
Componența lingvistică a localității Jurjevîci
     Ucraineană (99,7%)
     Alte limbi (0,3%)
Conform recensământului din 2001, majoritatea populației localității Jurjevîci era vorbitoare de ucraineană (99,7%), existând în minoritate și vorbitori de alte limbi.